# مایا راتکیا
مایا راتکیا (انگلیسی: Maja Ratkje؛ زادهٔ ۲۹ دسامبر ۱۹۷۳) موسیقی‌دان، آهنگساز اهل نروژ است.